# Flughafen Kokkola-Pietarsaari

i8
i11
i13
Der Flughafen Kokkola-Pietarsaari (IATA-Code: KOK, ICAO-Code: EFKK) befindet sich in Finnland, etwa 19 km südlich der Stadt Kokkola auf dem Gemeindegebiet der Stadt Kronoby.
Bis zum 1. März 2010 wurde der Flughafen unter dem Namen Kruunupyy Airport bzw. Kronoby Airport betrieben.
Die Fluggesellschaft Finnair fliegt von Kokkola-Pietarsaari die Flughäfen Helsinki-Vantaa und Kemi-Tornio an. Die Flüge nach Helsinki werden auch von Juneyao Airlines vertrieben. Vor allem während der Winterskisaison wird der Flughafen stark frequentiert und auch von Charterfluggesellschaften angeflogen.